# Route nationale 37 (Suède)
Pour les articles homonymes, voir Route nationale 37.
La route nationale 37 (en suédois : Riksväg 37) est une route nationale entre Växjö et Oskarshamn en Suède,.

## Présentation
La route nationale 37 est située dans le comté de Kronoberg et le comté de Kalmar.
La route part de la route nationale 27 à Växjö par un troncon commun avec la route nationale 23 jusqu'à Åseda où elle croise la route nationale 31.
À l'ouest d'Åseda, elle se sépare de la route nationale 23 et continue vers l'est jusqu'à Högsby.
De Högsby, elle partage un tronçon commun avec la route nationale 34 jusqu'à Bockara et de Bockara avec la route nationale 47 jusqu'à la ville portuaire d'Oskarshamn, où elle se termine en rejoignant la route européenne 22.
La longueur de la route nationale 37 est d'environ 132 kilomètres. dont 97 kilomètres sont communs avec d'autres routes nationales.

## Tracé
| Km     | Lieu           | Carte interactive |
| ------ | -------------- | ----------------- |
| 0 km   | Växjö          |                   |
|        | Braås          |                   |
| 48 km  | Åseda          |                   |
|        | Fagerhult (nl) |                   |
| 91 km  | Högsby         |                   |
|        | Berga (nl)     |                   |
| 103 km | Bockara        |                   |
| 127 km | Oskarshamn     |                   |